# Železniční trať Požega–Stalać

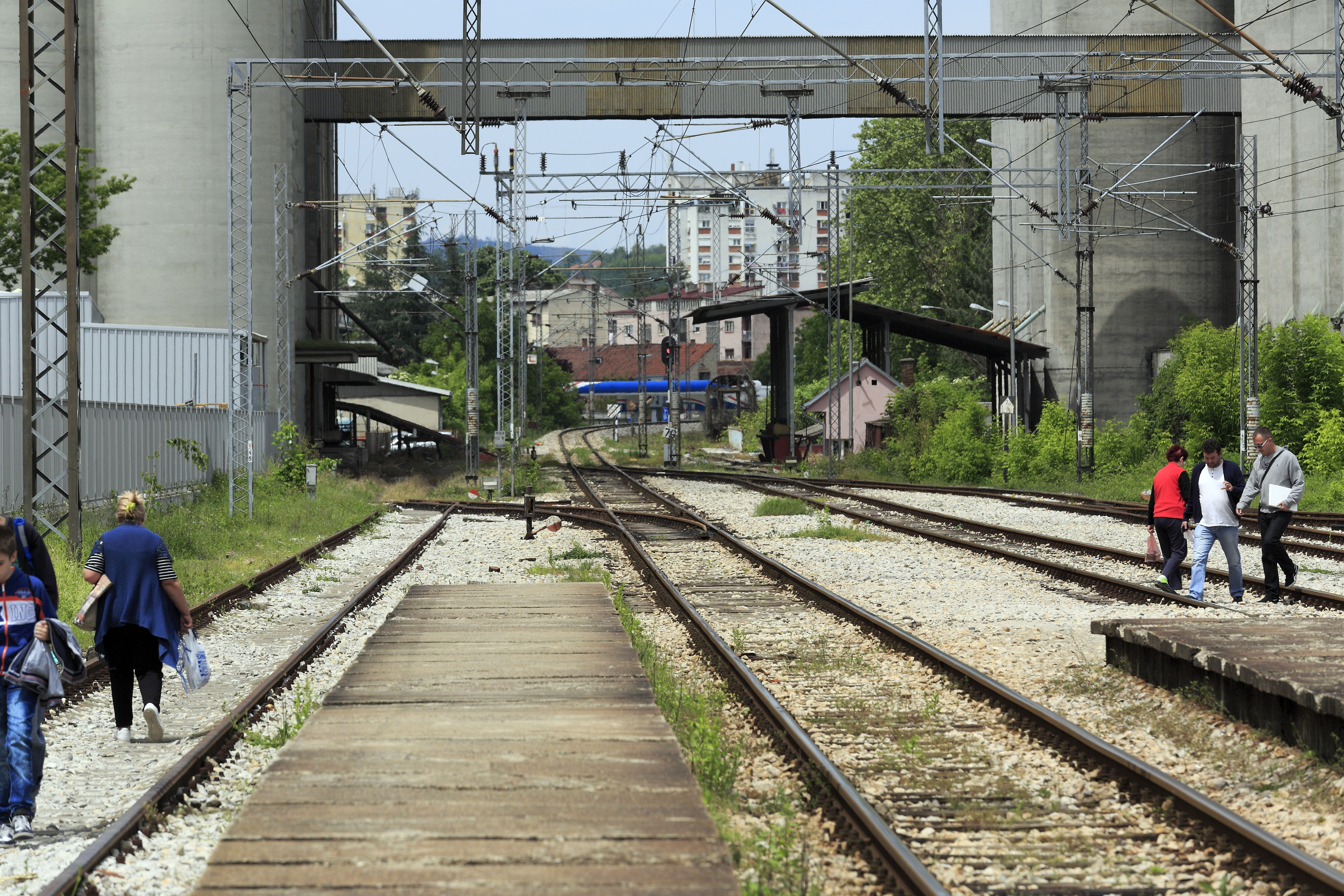
Nádraží v Čačaku.

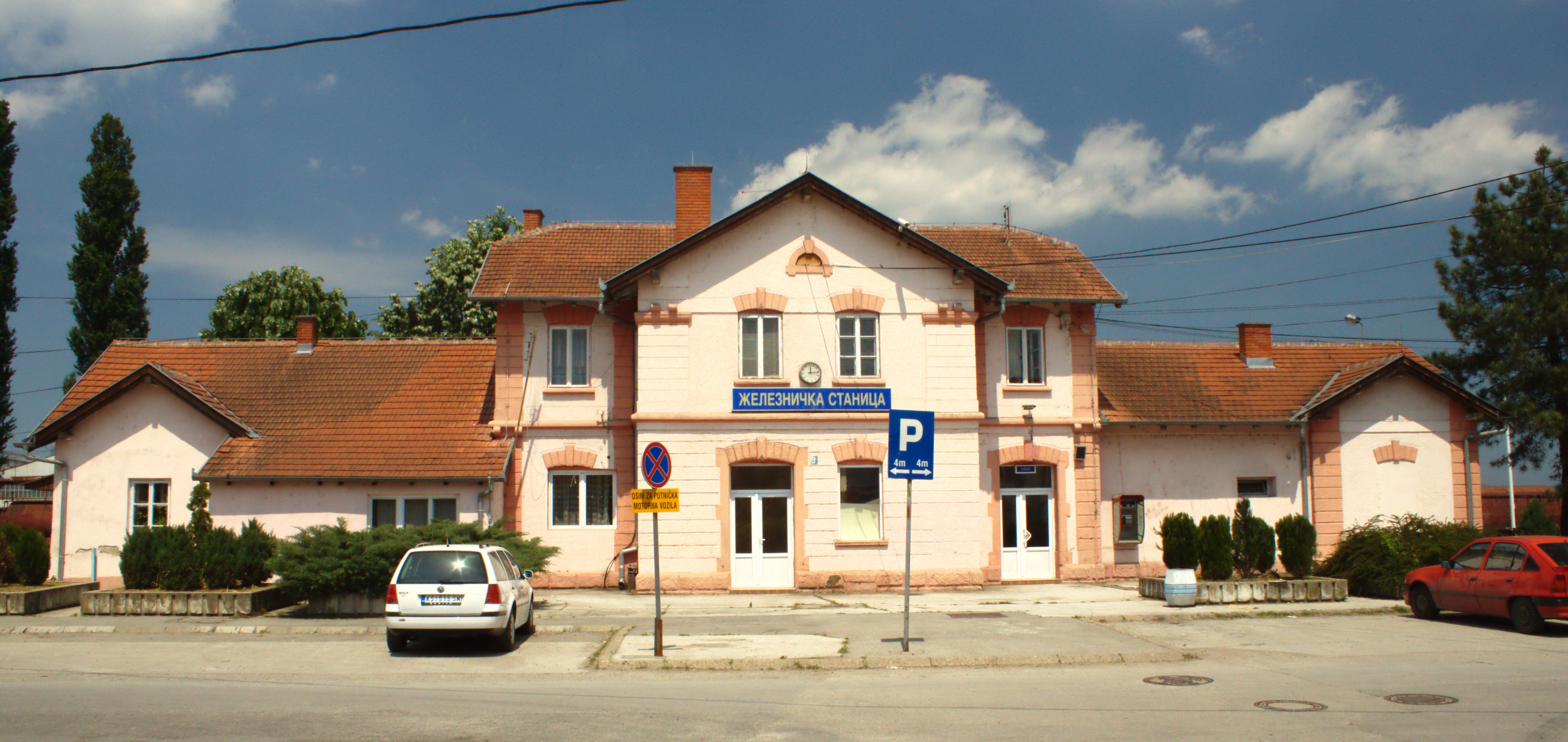
Nádraží v Kruševaci.

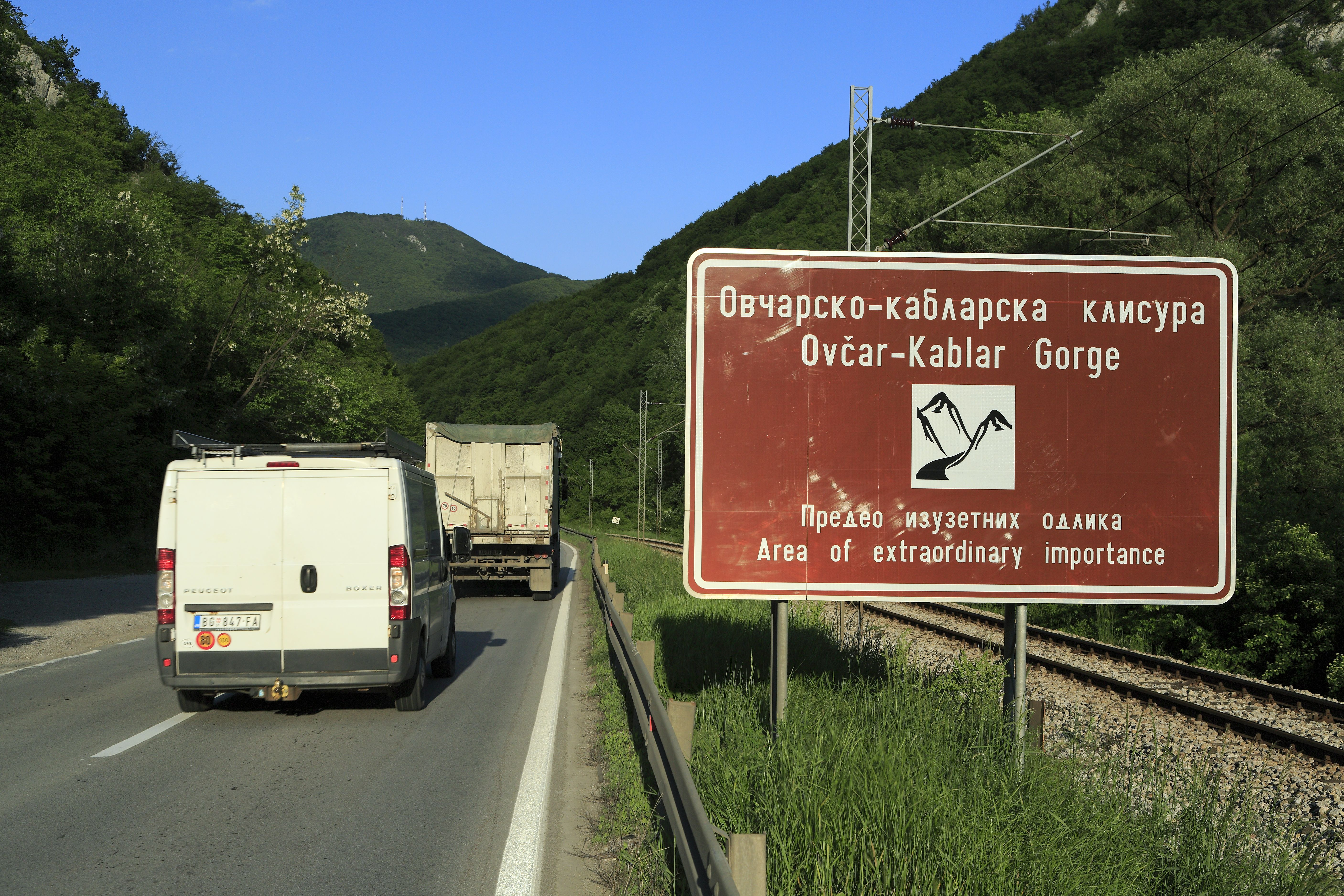
trať v Ovčarsko-kablarské soutěsce.

Železniční trať Požega–Stalać (srbsky Железничка пруга Пожега–Сталаћ/Železnička pruga Požega–Stalać) se nachází v centrálním Srbsku. V srbské železniční síti je značena pod číslem 73. 
Trať je dlouhá 165,5 km. Na západě se napojuje na trať Bělehrad–Bar, ve své centrální části na tratě Lapovo–Kraljevo a Kraljevo–Kosovo Polje. Na východě u města Stalać je napojena na trať Bělehrad–Niš.
Elektrifikován je pouze západní úsek jednokolejné trati z Kraljeva do Požegy přes město Čačak. Cestovní rychlost se na tomto úseku pohybuje okolo 100 km/h. Trať historicky sloužila a slouží k expedici aut z továrny Zastava směrem k Jaderskému moři a přístavu Bar. 

## Historie
Trať, která by spojila města v údolí řeky Západní Moravy měla pro Srbsko strategický význam. Byla nejprve projektována a budována jako trať úzkého rozchodu (760 mm). V roce 1903 byl dokončen plán výstavby trati, která měla být vedena ve směru Stalać-Kruševac-Kraljevo-Čačak-Užice-Šargan-Vardište. Následovaly terénní práce, které však trvaly jen několik měsíců a bylo možné je dokončit do závěru roku 1903. Předpokládalo se pokračování trati na území Rakousko-Uherska (resp. Bosny a Hercegoviny až do Sarajeva). 
Výstavba trati se ukázala být náročnější, než předpokládaly původní plány. Západní úsek do města Požega procházel přes hluboké údolí řeky Západní Morava, v tzv. Ovčarsko-kablarské soutěsce. Bylo nezbytné prorazit řadu tunelů a vybudovat řadu mostů, což zvyšovalo náklady na trať. Nedostávalo se rovněž i pracovní síly. Některé části vybavení trati muselo Srbsko objednat v zahraničí, neboť domácí firmy je nedokázaly vyrobit. Navíc se ještě měnil i původní plán trasy a trať bylo nezbytné přeložit na levý břeh řeky. Stát si půjčil 150 milionů tehdejších dinárů ve snaze ufinancovat její dokončení.
Trať byla po svém dokončení dlouhá 167 km. Provoz na celé trati byl zahájen dne 16. června 1912, jen nedlouho před vypuknutím první balkánské války.
Jen úsek ze Stalaće do Kruševace byl vybudován s normálním rozchodem 1435 mm a zprovozněn dne 28. června 1909. Jiný rozchod kolejí na tomto úseku si vynutila srbská armáda, která chtěla mít snadnější dopravu z továrny na vojenský materiál, který se nacházel v obci Obilićevo. 
V souvislosti s odstraňováním tratí úzkého rozchodu po druhé světové válce byly poté původní úzkorozchodné části tratě nahrazeny v 50. letech 20. století. Některé úseky byly překládány již před druhou světovou válkou; např. v Kruševaci byl na konci 30. let proražen tunel. Úsek z Kraljeva do Čačaku byl dokončen na den republiky 29. listopadu 1955, úsek z Kruševace do Kraljeva pak dne 1. prosince 1958. Při překládání tratí bylo nezbytné změnit poloměry oblouků, a tak bylo v některých úsecích těleso trati vedeno jinak, než tomu bylo v případě úzkorozchodné trati.
Trať slouží od roku 2014 po osmileté přestávce i pro osobní dopravu.

## Stanice
- Požega
- Boračko
- Dragačevo
- Jelen Do
- Ovčar Banja
- Prijevor
- Trbušani
- Čačak
- Baluga
- Zablaće
- Kukići
- Mršinci
- Goričani
- Samaila
- Mrsać
- Adrani
- Kraljevo
- Ratina
- Vrba
- Podunavci
- Lipova
- Tominac
- Vrnjačka Banja
- Trstenik
- Počekovina
- Stopanja
- Koševi
- Kruševac
- Dedina
- Mrzenica
- Stalać